# Соммер, Рич
Ри́чард О́лен «Рич» Со́ммер II (англ. Richard Olen "Rich" Sommer II, род. 2 февраля 1978, Толидо, Огайо) — американский актёр. Наиболее известен по роли Гарри Крейна в телесериале «Безумцы».

## Ранняя жизнь и образование
Соммер родился в Толидо, штат Огайо, и вырос в городе Стиллуотер, штат Миннесота, где учился в средней школе Окленд неполную и районную среднюю школу Стиллуотера. Соммер затем продолжил обучение в колледже Конкордия в городе Мурхед, штат Миннесота, где специализировался в области театра и пел в хоре. Он получил диплом магистра искусств в области актёрского мастерства в Университете Кейс Вестерн Резерв в Кливленде, штат Огайо.

## Карьера
Соммер исполнил свою самую заметную роль в кино на сегодняшний день в фильме «Дьявол носит Prada», где сыграл финансового аналитика Дага, друга героини Энн Хэтэуэй. Он появился в рекламных роликах для таких компаний, как Sprint Nextel и Bud Light в 2007 году, а в 2009 году он появился в одном из эпизодов сериала «Закон и порядок».
Соммер играл регулярную второстепенную роль Гарри Крейна в сериале «Безумцы». Также он сыграл много эпизодических ролей в телесериалах, среди которых «Офис», «Чёрная метка» и «Элементарно». В мае 2012 года он начал выступать в пьесе «Харви» на Бродвее. В феврале 2016 года озвучил главного героя игры Firewatch — Генри.

## Личная жизнь
Соммер с семьей живёт в Лос-Анджелесе. С женой Вирджинией Донохью (с 2005) у него есть дочь Беатрис Грейс (род. 2008) и сын Патрик Райан (род. 2010).
У него был блог на платформе Vox, которую он начал использовать в качестве бета-тестера.

## Избранная фильмография
- Дьявол носит Prada (2006)
- Безумцы (2007—2015)
- Закон и порядок (2007, 2009)
- Офис (2008)
- Дурнушка (2010)[9]
- Чёрная метка (2010)
- C.S.I.: Место преступления (2011)
- Никита (2011)
- Умерь свой энтузиазм (2011)[10]
- Закон и порядок: Специальный корпус (2012)[11]
- Элементарно (2013—2014)
- Лига (2014)
- Здравствуйте, меня зовут Дорис (2015)
- Симпсоны (2015)
- Обычный мультик (2015)
- Блеск (2017—2018)
- Лето 84 (2018)
- Король Ричард (2021)
- Честная игра (2023)
- Кто убил BlackBerry (2023)

## Видеоигры
- L.A. Noire (2011)
- Firewatch (2015)
- Half-Life: Alyx (2020)